# فورهارتس
فورهارتس (به آلمانی: Verbandsgemeinde Vorharz) یک منطقهٔ مسکونی در آلمان است که در زاکسن-آنهالت واقع شده‌است. فورهارتس  ۱۳٬۳۴۹ نفر جمعیت دارد.